# Cuzmin
Cuzmin (in russo Кузьмин) è un comune della Moldavia controllato dall'autoproclamata repubblica di Transnistria. È compreso nel distretto di Camenca.

## Località
Il comune è formato dall'insieme delle seguenti località:
- Cuzmin (Кузьмин)

Voitovca (Войтовка)